# Вадамунай (Грама Ніладхарі)
Грама Ніладхарі Вадамунай (№ 210A/1) — Грама Ніладхарі підрозділу ОС Південний Коралай-Патту, округ Баттікалоа, Східна провінція, Шрі-Ланка.